# Château de Kermat
Le château de Kermat est un édifice situé à Inzinzac-Lochrist, en France.

## Situation
Le château est situé sur le territoire de la commune de Inzinzac-Lochrist, au lieu-dit Kermat, dans le département du Morbihan, en région Bretagne.

## Description
Le château date des XVIIIe et XIXe siècles, il est construit en moellons de granite, édifice de plan régulier à un étage carré, élévation ordonnancée. Toiture  à longs pans recouverte d'ardoises, pignon couvert, croupe.

## Histoire
Le château est construit en 1763 et 1800, l'écurie est construite en 1813, les autres dépendances datent du XIXe siècle.
Il est inscrit à l'inventaire général du patrimoine culturel.